# Anysrius chamberlini
Anysrius chamberlini är en spindeldjursart som beskrevs av Harvey 1998. Anysrius chamberlini ingår i släktet Anysrius och familjen spinnklokrypare. Inga underarter finns listade i Catalogue of Life.